# 同麟
同麟（？年—1824年），滿洲鑲紅旗人，繙譯鄉試中式舉人，嘉慶八年癸亥科中式繙譯進士，河南道監察御史，嘉慶十四年己巳恩科繙譯會試入號巡查官，道光元年六月已丑，自左副都御史授盛京刑部侍郎，道光四年三月庚辰，病免。四月卒。